# Suzi Quatro
Susan Kay "Suzi" Quatro, född 3 juni 1950 i Detroit i Michigan, är en amerikansk sångerska och basist.
Suzi Quatro var en framgångsrik artist inom glamrocken på 1970-talet. Hon var mycket populär i Storbritannien där "Can the Can" blev hennes största hit. I Sverige tog sig låten "48 Crash" upp på Tio i topp-listan 1973. Många av hennes låtar skrevs av Chinn-Chapman. Idén med att använda hel skinndress fick hon från sin stora idol Elvis Presley, när han uppträdde i sin '68 Comeback Special. Suzi Quatro har sålt omkring 50 miljoner skivor.
Suzi Quatro är gift, har barnen Laura och Richard samt ett barnbarn. Hon är moster till skådespelaren Sherilyn Fenn.

## Diskografi
Album
- Suzi Quatro (1973)
- Quatro (1974)
- Your Mama Won't Like Me (1975)
- Aggro-Phobia (1977)
- If You Knew Suzi (1978)
- Suzi & Other 4 Letter Words (1979)
- Rock Hard (1980)
- Main Attraction (1982)
- Annie Get Your Gun – 1986 London Cast (1986)
- Oh Suzi Q. (1990)
- What Goes Around – Greatest & Latest (1995)
- Unreleased Emotion (1998)
- Free the Butterfly (1999) (med Shirlie Roden)
- Back to the Drive (2006)
- In the Spotlight (2011)
- Quatro, Scott & Powell (2017) (med Andy Scott & Don Powell)
- No Control (2019)
- The Devil In Me (2021)